# Providence (tv-serie)
 For alternative betydninger, se Providence (flertydig). (Se også artikler, som begynder med Providence)
Providence var en NBC tv-serie, der havde Melina Kanakaredes i hovedrollen.
Serien blev sendt i USA, fra den 8. januar 1999 til 20. december 2002. Den kørte med 5 sæsoner, og med i alt 96 episoder. Serien er skabt af John Masius.
Serien omhandler dr. Sydney Hansen (spillet af Kanakaredes), som beslutter at forlade sit glamourøse job som plastikkirurg for velhavende mennesker i Beverly Hills, for at kunne være sammen med sin familie, hjemme i Providence, Rhode Island.
Sydney (kaldet Syd) bor sammen med sin far, bror, søster og søsterens datter i et stort hus i en forstad af Providence, som også har faderens dyrlægeklinik til huse. Sydneys mor dør i 1. afsnit, men hun dukker fortsat op som en ånd i Sydneys drømme, hvor hun også giver gode råd.

## Roller
- Sydney "Syd" Hansen (Melina Kanakaredes) – En populær plastikkirurg, som vender hjem for at deltage i sin søster bryllup. Uheldigvis dør hendes mor, inden ceremonien begynder. Hun tager tilbage til Los Angeles, kun for at finde sin kæreste være hende utro med en anden mand. Til slut beslutter hun at flytte tilbage til Providence, for at hjælpe sin familie. Hun får et job som familielæge på en gratis lægeklinik, som hun senere overtager. Mens hun kæmper med sit nye job som familielæge og med at hjælpe sin familie, prøver hun også at genopbygge sit kærlighedsliv, men det lykkes ikke rigtig før 5. sæson.
- Joan "Joanie" Hansen (Paula Cale) – Sydneys yngre søster, som også er enlig mor til lille Hannah. Hendes mors død afbryder hendes bryllup, så efter at have født Hannah, beslutter hun ikke at gifte sig med Hannahs far Richie. Hun er en optimistisk kvinde, som assisterer sin far i hans dyrlægeklinik, indtil hun finder ud af at hendes madlavning, som er uspiselig for mennesker, er delikatesser for hunde, så hun åbner et spisested for hunde. Hendes kærlighedsliv er gennem serien, lige så kompliceret som hendes søsters.
- Robert "Robbie" Hansen (Seth Peterson) – Sydneys yngre bror. En charmende skørtejæger, som leder en pub i byen, og som elsker at tage chancer. Efter mange problemer, gifter han sig med den fraskilte, enlige mor Tina.
- Lynda Hansen (Concetta Tomei) – Sydney, Joanie og Robbies overbærende mor. Hun dør før hendes gravide datter Joanies bryllup og dukker efterfølgende kun op i Sydneys drømme, og giver (ofte uopfordret) råd.
- Jim Hansen (Mike Farrell) – Sydney, Joanie og Robbies far. En varmhjertede dyrlæge, som har sin dyrlægeklinik i husets kælder og som nogen gange relaterer bedre til dyr end til mennesker.
- Dr. Helen Reynolds (Leslie Silva) – Sydneys ven og lederen af den gratis lægeklinik, som Sydney får arbejde på. Efterfølgende vender hun tilbage til sin hjemby og overlader klinikken i Sydneys hænder.

## Kendingsmelodi
I USA er kendingsmelodien "In My Life", et covernummer af Beatles, opført af Chantal Kreviazuk. Internationalt, er kendingsmelodien "You Make Me Home", komponeret af Tim Truman og opført af Angelica Hayden.

## International
Providence har været vist internationalt på følgende stationer:
- Australien: Seven Network og W. Channel
- Brasilien: SBT
- Bulgarien: Kanal 1 (BNT 1) og Diema
- Canada: Globa, W Network
- Danmark: Kanal 5, TV2
- Frankrig: TF1
- Tyskland: VOX
- Ungarn: TV2
- Island: Skjár 1
- Italien: Canale 5, LA7d og 7 Gold
- Japan: NHK-BS2
- Montenegro: RTCG
- Mexico: Warner Channel
- Netherlands: Net 5
- Norge: TVNorge Arkiveret 16. august 2005 hos  Wayback Machine
- Polen: TVP 2, Fox Life
- Portugal: RTP 2, People+Arts
- Rusland: Fox Life
- Slovakiet: STV 1
- Slovenien: POP TV
- Syd Afrika: Sony Entertainment Television on DSTV
- Sverige: Kanal 5 (Sweden)
- Spanien: People+Arts
- Spanien (Catalonia): TV3
- Storbritannien: ITV

## DVD-udgivelse
I dag, er den eneste DVD-udgivelse af serien The Providence Collection (udgivet 2004 af Lions Gate), en samling af seriens bedste episoder fra seriens 5 sæsoner, med 12 episoder på 4 discs:
- Pilot, Home Again, Tying the Not, The Letter, Don't Go Changin', The Thanksgiving Story, Falling, Best Man, Act Naturally, A New Beginning, Eye of the Storm, The Eleventh Hour
- Skreven introduction af skaber John Masius
- Kommentarer af Melina Kanakaredes, Paula Cale, Mike Farrell, Michael Fresco, Seth Peterson, Concetta Tomei, Monica Wyatt, og John Masius om udvalgte episoder.
- Gag reel med takes og bloopers
- Retrospektiv dokumentar med nye interviews med castet, skabere og specielle gæster.